# Loison-sur-Créquoise
Loison-sur-Créquoise (Aussprache [lwaˈzɔ̃ syʁ kʁeˈkwaz]) ist eine französische Gemeinde mit 261 Einwohnern (Stand: 1. Januar 2022) im Département Pas-de-Calais in der Region Hauts-de-France (vor 2016 Nord-Pas-de-Calais). Sie gehört zum Arrondissement Montreuil und zum Gemeindeverband Les 7 Vallées. Die Einwohner werden Loisonnais und Loisonnaises genannt.
Die Gemeinde Loison-sur-Créquoise liegt im Artois am namengebenden Flüsschen Créquoise, zwölf Kilometer östlich von Montreuil-sur-Mer. Nachbargemeinden von Loison-sur-Créquoise sind Saint-Denœux im Norden, Hesmond im Nordosten, Offin im Osten, Contes im Südosten, Beaurainville im Süden und Südwesten sowie Marenla im Westen.

## Bevölkerungsentwicklung
| Jahr      | 1962 | 1968 | 1975 | 1982 | 1990 | 1999 | 2007 | 2014 | 2022 |
| Einwohner | 257  | 269  | 247  | 247  | 268  | 236  | 235  | 241  | 261  |

## Sehenswürdigkeiten
- Kirche Saint-Omer